# Jorge H. Andrés
Jorge H. Andrés (Argentina, 13 de julio de 1938) es un periodista y crítico de arte que se especializa en la crítica de la música popular y ha trabajado en diversos medios de prensa.

## Actividad profesional
Se desempeñó en la revista Leoplan, una publicación de interés general, como crítico de arte y cine. En la revista especializada Teatro XX fue crítico de arte y Secretario de redacción y en el semanario Análisis inauguró por primera vez en un medio de prensa importante una columna sobre música popular en 1968. Otros medios nacionales en los que trabajó fueron Correo de la Semana, La Opinión y La Nación, habiendo tenido a su cargo en este último la columna de música popular entre 2001 y 2006. Entre los programas de radio en los que trabajó como comentarista se encuentran La ronda, Todavía lo llaman Jazz y Agenda Ford. Presidió el Cineclub Gente de Cine, fue fundador y miembro del Consejo directivo de la Cinemateca Argentina y académico fundador de la Academia Nacional del Tango. Asesoró en el aspecto musical en los filmes De eso no se habla y Corazón iluminado y en 2007 fue galardonado con el diploma al mérito Konex en el rubro música popular.